# بنتی
بنتی (انگلیسی: Benetti) شرکت کشتی‌سازی ایتالیایی است، که در سال ۱۸۷۳ تأسیس شد.